# Arnaud Bodart
Arnaud Bodart (Seraing, 11 marzo 1998) è un calciatore belga, portiere del Lilla.

## Biografia
È nipote dell'ex portiere Gilbert Bodart.

## Carriera

### Club
Cresciuto nel settore giovanile dello Standard Liegi, ha esordito in prima squadra il 16 maggio 2017 disputando l'incontro di Pro League vinto 3-1 contro il Waasland-Beveren.
Il 22 novembre 2020 ha segnato al 96' il gol del definitivo 2-2 nell'incontro di campionato contro l'Eupen con un tap-in sugli sviluppi di un calcio di punizione.

### Nazionale
Ha giocato nelle nazionali giovanili belghe Under-17, Under-18 ed Under-21.
Viene convocato per la prima volta in nazionale maggiore nel giugno 2023.

## Statistiche
Statistiche aggiornate al 22 novembre 2020.

### Presenze e reti nei club
| Stagione        | Squadra         | Campionato      | Campionato | Campionato | Coppe nazionali | Coppe nazionali | Coppe nazionali | Coppe continentali | Coppe continentali | Coppe continentali | Altre coppe | Altre coppe | Altre coppe | Totale | Totale | Totale |
| Stagione        | Squadra         | Comp            | Pres       | Reti       | Comp            | Pres            | Reti            | Comp               | Pres               | Reti               | Comp        | Pres        | Reti        | Pres   | Reti   |        |
| --------------- | --------------- | --------------- | ---------- | ---------- | --------------- | --------------- | --------------- | ------------------ | ------------------ | ------------------ | ----------- | ----------- | ----------- | ------ | ------ | ------ |
| 2016-2017       | Standard Liegi  | D1              | 0+2        | 0;-1       | CB              | 0               | 0               |                    | -                  | -                  |             | -           | -           | 2      | -1     |        |
| 2017-2018       | Standard Liegi  | D1              | 0          | 0          | CB              | 0               | 0               |                    | -                  | -                  |             | -           | -           | 0      | 0      |        |
| 2018-2019       | Standard Liegi  | D1              | 0          | 0          | CB              | 0               | 0               |                    | -                  | -                  | SB          | 0           | 0           | 0      | 0      |        |
| 2019-2020       | Standard Liegi  | D1              | 29         | -32        | CB              | 3               | -4              | UEL                | 3                  | -4                 |             | -           | -           | 35     | -40    |        |
| 2020-2021       | Standard Liegi  | D1              | 13         | -12; 1     | CB              | 0               | 0               | UEL                | 6                  | -10                |             | -           | -           | 19     | -22; 1 |        |
| Totale carriera | Totale carriera | Totale carriera | 44         | -45; 1     |                 | 3               | -4              |                    | 9                  | -14                |             | 0           | 0           | 56     | -63; 1 |        |